# Нувейба

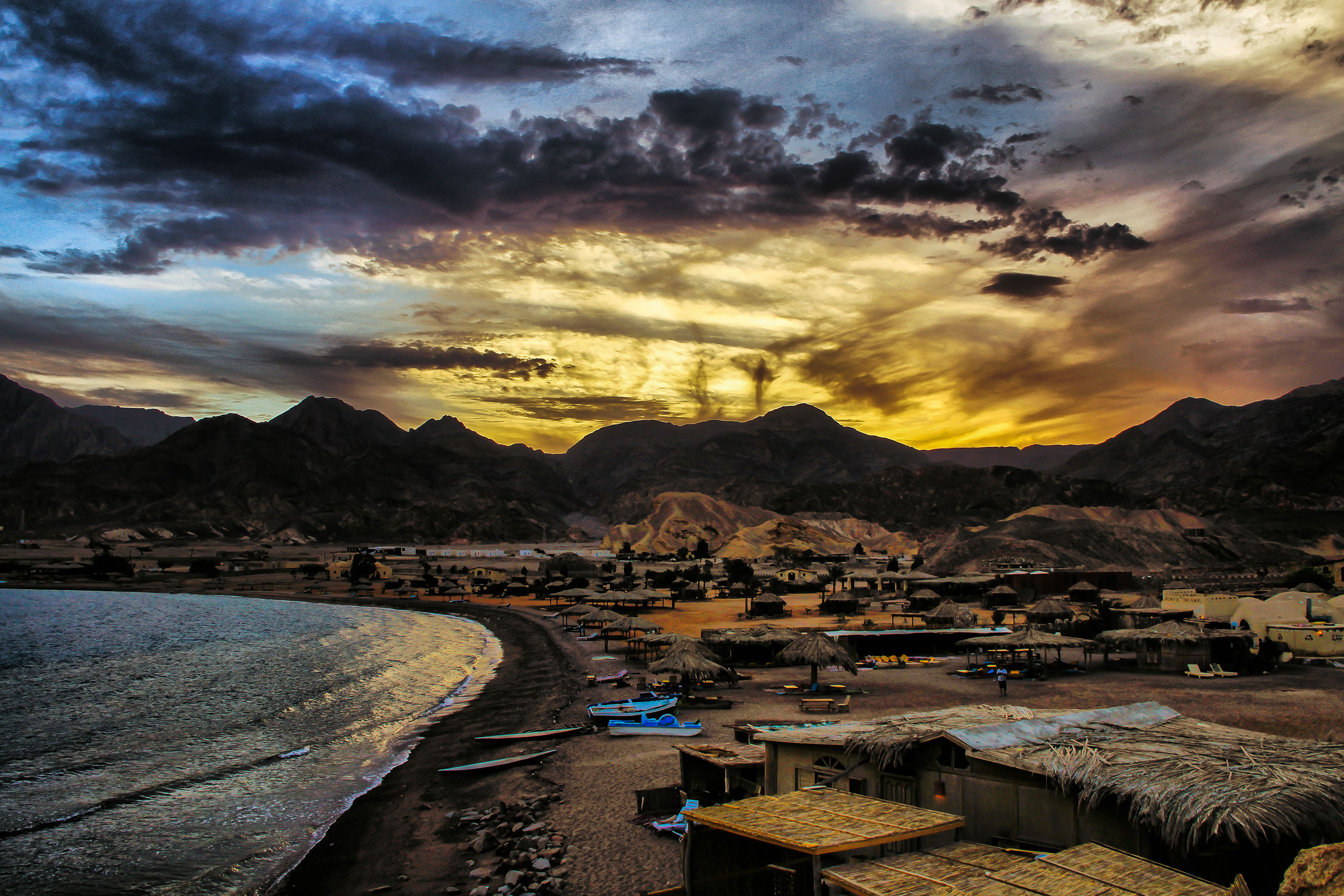
Захід сонця

Нуве́йба (араб. نويبع) — невелике місто у Південному Синаї на узбережжі Акабської затоки Червоного моря.

## Загальні дані
Містечко розташоване на північному сході Синайського півострову на узбережжі Акабської затоки Червоного моря, за 200 км на північний схід від головного міста регіону Шарм-ель-Шейху.
Як і решта поселень на Синаї, Нувейба походить від невеликого бедуїнського села-стоянки.
Теперішня Нувейба — типове сучасне арабське єгипетське місто, з власним промисловим портом й одночасно курортною прибережною зоною; також має житлові квартали й соціальну інфраструктуру.

## Курорт
У Нувейбі є декілька готелів представницького класу (наприклад, «Хілтон»), однак загалом містечко не є дуже популярним серед туристів. На цьому етапі (кін. 2000-х років) містечко являє собою спокійний і непретензійний курорт, у першу чергу, для сімейного відпочинку.
Пляжі Нувейби — піщані, у прибережних водах є коралові рифи й багате підводне життя.
| Клімат Нувейби          | Клімат Нувейби | Клімат Нувейби | Клімат Нувейби | Клімат Нувейби | Клімат Нувейби | Клімат Нувейби | Клімат Нувейби | Клімат Нувейби | Клімат Нувейби | Клімат Нувейби | Клімат Нувейби | Клімат Нувейби | Клімат Нувейби |
| Показник                | Січ.           | Лют.           | Бер.           | Квіт.          | Трав.          | Черв.          | Лип.           | Серп.          | Вер.           | Жовт.          | Лист.          | Груд.          |                |
| Середній максимум, °C   | 20,8           | 22,5           | 25,4           | 29,2           | 32,9           | 35,7           | 36,5           | 36,8           | 34,4           | 31,3           | 26,6           | 22,1           |                |
| Середня температура, °C | 15,6           | 16,9           | 19,7           | 23,2           | 26,3           | 29,5           | 30,7           | 30,9           | 29             | 25,8           | 21,3           | 16,8           |                |
| Середній мінімум, °C    | 10,4           | 11,3           | 14             | 17,3           | 19,8           | 23,4           | 25             | 25,1           | 23,7           | 20,3           | 16             | 11,6           |                |
| Норма опадів, мм        | 1              | 3              | 3              | 1              | 0              | 0              | 0              | 0              | 0              | 1              | 2              | 2              |                |
| Днів з дощем            | 2              | 1              | 2              | 1              | 1              | 0              | 0              | 0              | 0              | 1              | 1              | 1              |                |
| ----------------------- | -------------- | -------------- | -------------- | -------------- | -------------- | -------------- | -------------- | -------------- | -------------- | -------------- | -------------- | -------------- | -------------- |
| Джерело: Weather2Travel |                |                |                |                |                |                |                |                |                |                |                |                |                |